# Groitzsch
Groitzsch è una città di 8.262 abitanti della Sassonia, in Germania.
Appartiene al circondario (Landkreis) di Lipsia (targa L).